# Merizocera pygmaea
Merizocera pygmaea là một loài nhện trong họ Ochyroceratidae. Loài này phân bố ở Thailand.